# Afrikanische Nationenmeisterschaft 2020/Qualifikation
Die Qualifikation zum Afrikanische Nationenmeisterschaft 2020 fand vom 20. April bis 20. Oktober 2019 statt. 48 Nationalmannschaften Afrikas haben sich für die Qualifikation gemeldet, wovon sich 16 qualifizierten. Gastgeber Kamerun war direkt qualifiziert.

## Modus
Die Qualifikation fand im Hin-und-Rückspiel-Modus innerhalb der einzelnen Zonen der Confédération Africaine de Football (CAF), teilweise über mehrere Runden, statt. Die Auswärtstorregel kam hierbei zum Einsatz. Bei Gleichstand wurde sofort eine Entscheidung per Elfmeterschießen gesucht. Es gab keine Verlängerung.

## Nord-Zone
Die Hinspiele fanden am 20. September 2019 und die Rückspiele am 18. und 20. Oktober 2019 statt. Die Sieger qualifizierten sich für die Nationenmeisterschaft 2020. 
|          | Gesamt |         | Hinspiel | Rückspiel |
| -------- | ------ | ------- | -------- | --------- |
| Algerien | 0:3    | Marokko | 0:0      | 0:3       |
| Tunesien | 3:1    | Libyen  | 1:0      | 2:1       |

## West-Zone A

### Erste Runde
Die Hinspiele fanden am 27. und 28. Juli 2019 und die Rückspiele am 3. und 4. August 2019 statt.
|               | Gesamt |             | Hinspiel | Rückspiel |
| ------------- | ------ | ----------- | -------- | --------- |
| Guinea-Bissau | 0:7    | Mali        | 0:4      | 0:3       |
| Kap Verde     | 1:2    | Mauretanien | 0:0      | 1:2       |
| Liberia       | 1:3    | Senegal     | 1:0      | 0:3       |

### Zweite Runde
Die Hinspiele fanden am 20. September 2019 und die Rückspiele am 20. Oktober 2019 statt. Die Sieger qualifizierten sich für die Nationenmeisterschaft 2020.
|             | Gesamt |        | Hinspiel | Rückspiel |
| ----------- | ------ | ------ | -------- | --------- |
| Mauretanien | 0:2    | Mali   | 0:0      | 0:2       |
| Senegal     | 1:2    | Guinea | 1:0      | 0:2       |

## West-Zone B

### Erste Runde
Das Hinspiel fand am 28. Juli 2019 und das Rückspiel am 4. August 2019 statt.
|       | Gesamt |      | Hinspiel | Rückspiel |
| ----- | ------ | ---- | -------- | --------- |
| Benin | 0:1    | Togo | 0:0      | 0:1       |

### Zweite Runde
Die Hinspiele fanden am 22. September 2019 und die Rückspiele am 19. und 20. Oktober 2019 statt. Die Sieger qualifizierten sich für die Nationenmeisterschaft 2020.
|       | Gesamt |                | Hinspiel | Rückspiel |
| ----- | ------ | -------------- | -------- | --------- |
| Togo  | 4:3    | Nigeria        | 4:1      | 0:2       |
| Niger | 2:1    | Elfenbeinküste | 2:0      | 0:1       |
| Ghana | 0:1    | Burkina Faso   | 0:1      | 0:0       |

## Zentral-Zone

### Erste Runde
Die Hinspiele fanden am 28. und 30. Juli 2019 und die Rückspiele am 2. und 4. August 2019 statt.
|                              | Gesamt |                                         | Hinspiel | Rückspiel |
| ---------------------------- | ------ | --------------------------------------- | -------- | --------- |
| Zentralafrikanische Republik | *      | São Tomé und Príncipe hat zurückgezogen | 0:0      | -:-       |
| Tschad                       | 4:5    | Äquatorialguinea                        | 3:3      | 2:1       |

* São Tomé und Príncipe

### Zweite Runde
Die Hinspiele fanden am 20. September 2019 und die Rückspiele am 20. Oktober 2019 statt. Die Sieger qualifizierten sich für die Nationenmeisterschaft 2020.
|                              | Gesamt |                              | Hinspiel | Rückspiel |
| ---------------------------- | ------ | ---------------------------- | -------- | --------- |
| Zentralafrikanische Republik | 1:6    | Demokratische Republik Kongo | 0:2      | 1:4       |
| Äquatorialguinea             | 2:3    | Republik Kongo               | 2:2      | 0:1       |

## Zentral-Osten-Zone

### Erste Runde
Die Hinspiele fanden am 26., 27. und 28. Juli 2019 und die Rückspiele am 3. und 4. August 2019 statt.
|           | Gesamt          |           | Hinspiel | Rückspiel |
| --------- | --------------- | --------- | -------- | --------- |
| Burundi   | 4:1             | Südsudan  | 2:0      | 2:1       |
| Somalia   | 2:7             | Uganda    | 1:3      | 1:4       |
| Dschibuti | 3:5             | Äthiopien | 0:1      | 3:4       |
| Tansania  | ?:? (4:1 i. E.) | Kenia     | 0:0      | 0:0       |

### Zweite Runde
Die Hinspiele fanden am 20. September 2019 und die Rückspiele am 18. und 19. Oktober 2019 statt. Die Sieger qualifizierten sich für die Nationenmeisterschaft 2020.
|               | Gesamt    |        | Hinspiel | Rückspiel |
| ------------- | --------- | ------ | -------- | --------- |
| Burundi       | 0:6       | Uganda | 0:3      | 0:3       |
| Äthiopien ETH | 1:2       | Ruanda | 0:1      | 1:1       |
| Tansania      | (a)2:2(a) | Sudan  | 0:1      | 2:1       |

## Süd-Zone

### Erste Runde
Die Hinspiele fanden am 20. April 2019 und die Rückspiele am 11. Mai 2019 statt.
|          | Gesamt    |            | Hinspiel | Rückspiel |
| -------- | --------- | ---------- | -------- | --------- |
| Botswana | 5:1       | Seychellen | 2:0      | 3:1       |
| Eswatini | (a)1:1(a) | Malawi     | 0:0      | 1:1       |

### Zweite Runde
Die Hinspiele fanden am 26., 28. und 29. Juli 2019 und die Rückspiele am 3. und 4. August 2019 statt.
|            | Gesamt          |           | Hinspiel | Rückspiel |
| ---------- | --------------- | --------- | -------- | --------- |
| Botswana   | 2:3             | Sambia    | 0:0      | 2:3       |
| Eswatini   | 2:2 (5:4 i. E.) | Angola    | 1:1      | 1:1       |
| Komoren    | 0:2             | Namibia   | 0:2      | 0:0       |
| Madagaskar | (a)3:3(a)       | Mosambik  | 1:0      | 2:3       |
| Lesotho    | 6:2             | Südafrika | 3:2      | 3:0       |
| Mauritius  | 1:7             | Simbabwe  | 0:4      | 1:3       |

### Dritte Runde
Die Hinspiele fanden am 22. September 2019 und die Rückspiele am 19. und 20. Oktober 2019 statt. Die Sieger qualifizierten sich für die Nationenmeisterschaft 2020.
|            | Gesamt |         | Hinspiel | Rückspiel |
| ---------- | ------ | ------- | -------- | --------- |
| Eswatini   | 2:3    | Sambia  | 0:1      | 2:2       |
| Madagaskar | 1:2    | Namibia | 1:0      | 0:2       |
| Simbabwe   | 3:1    | Lesotho | 3:1      | 0:0       |